# Guido Boni (ginnasta)
Guido Boni (Vicchio, 26 marzo 1894 – Gattaia, 15 dicembre 1956) è stato un ginnasta italiano vincitore di una medaglia d'oro olimpica ai Giochi della V Olimpiade di Stoccolma nel 1912 nel concorso a squadre (squadra composta, oltre da Boni, da Pietro Bianchi, Alberto Braglia, Giuseppe Domenichelli, Carlo Fregosi, Alfredo Gollini, Francesco Loi, Luigi Maiocco, Giovanni Mangiante, Lorenzo Mangiante, Serafino Mazzarocchi, Guido Romano, Paolo Salvi, Luciano Savorini, Adolfo Tunesi, Giorgio Zampori, Umberto Zanolini, Angelo Zorzi).
Negli stessi giochi gareggiò anche nel concorso individuale piazzandosi quarto a 3.50 punti da Adolfo Tunesi, giunto terzo.